# قطعنامه ۲۳۲ شورای امنیت
قطعنامه ۲۳۲ شورای امنیت سازمان ملل متحد که در تاریخ ۱۶ دسامبر ۱۹۶۶ تصویب شد، سندی بین‌المللی دربارهٔ تحریم اقتصادی رودزیای جنوبی برای سرکوب شورش‌های ایجاد شده در آن مستعمره است. مطابق این قطعنامه تمامی کشورهای عضو سازمان ملل از واردات آزبست، سنگ آهن، کروم، آهن، شکر، تنباکو، مس، یا محصولات دامی جنوب رودزیا منع شدند و صادرات اسلحه، مهمات از همه نوع، هواپیماهای نظامی، خودروهای نظامی و تجهیزات و مواد را برای تولید و نگهداری سلاح و مهمات، نفت و محصولات نفتی به این مستعمره ممنوع گشت. قطعنامه مذکور طی نشست ۱۳۴۰ام با ۱۱ رای موافق، ۴ رای ممتنع و بدون رای مخالف به تصویب رسید.